# イングランドの歌
『イングランドの歌』（ドイツ語：'Das Engellandlied'）は、第二次世界大戦開戦当時のイギリス侵攻を目指すナチス・ドイツの軍歌。

## 概要
ヘルマン・レンス（1866-1914）の詩に、1939年にヘルムス・ニールがメロディーを付けたものである。愛する人に別れを告げて軍艦で出撃する趣旨の歌詞であり、ドイツが連戦連勝を重ねていた第二次世界大戦初期に発表された軽快な行進曲調の曲で、悲壮感は全く感じられない。
なお、本歌は発表当初の題は'Matrosenlied'であり、また歌詞から抜粋した'wir fahren gegen Engelland' などでも呼ばれることもあるという。

## 歌詞

### ドイツ語
1
Heute wollen wir ein Liedlein singen,
Trinken wollen wir den kühlen Wein　
Und die Gläser sollen dazu klingen,
Denn es muß, es muß geschieden sein.
Refrain
|:Gib' mir deine Hand, deine weiße Hand,
Leb' wohl, mein Schatz, leb' wohl mein Schatz,
Leb' wohl, lebe wohl
Denn wir fahren, denn wir fahren,
Denn wir fahren gegen Engeland, Engeland. :|
2
Unsre Flagge und die wehet auf dem Maste,
Sie verkündet unsres Reiches Macht,
Denn wir wollen es nicht länger leiden,
Daß der Englischmann darüber lacht.
（|: と :|の間をリフレイン）
3
Kommt die Kunde, daß ich bin gefallen,
Daß ich schlafe in der Meeresflut,
Weine nicht um mich, mein Schatz, und denke:
Für das Vaterland da floß sein Blut.
（|: と :|の間をリフレイン）

### 日本語訳
1
今日は小唄を口遊み、
冷えたワインを飲もう。
そして乾杯が必要だ。
何故なら、別れねばならぬから。
（繰り返し）
握手してくれ、その白き手で。
お元気で、愛する人よ。
お元気で、さようなら！
というのも我らは、そう我らは
英国へ征くのだから。英国へ！
2
我らの旗は帆柱にはためいて、
帝国の威武を宣布する。
この旗の閃くは、もはや我らが
英国人の侮りを許さぬからだ。
（繰り返し）
3
私が海洋に散ったと
戦死の報が届いても、
愛する人よ、泣かずに考えて欲しい、
祖国の為にその血は流れたんだと。
（繰り返し）

## 余談
漫画『HELLSING』の作中で本歌の一番を歌うシーンがあり、同作のOVA版では該当シーンが収められた4巻のエンディングテーマにも採用されている。